# Gianluca Branco
Gianluca Branco (* 20. September 1970 in Civitavecchia) ist ein italienischer Profiboxer im Weltergewicht. Er ist der jüngere Bruder des Boxweltmeisters Silvio Branco.

## Karriere
Gianluca Branco begann 1995 im Alter von 24 Jahren mit dem Profiboxen und blieb in 33 Kämpfen ungeschlagen. Dabei wurde er Italienischer Meister, Interkontinentaler Meister der WBU und Europameister der EBU im Halbweltergewicht. 2004 unterlag er beim Kampf um die WBC-Weltmeisterschaft gegen Arturo Gatti. 2006 verlor er einen WBO-Weltmeisterschaftskampf gegen Miguel Cotto.
Nachdem er erneut Europameister im Halbweltergewicht geworden war, versuchte er den Titel auch im Weltergewicht zu gewinnen, scheiterte dabei aber noch an Matthew Hatton. Den EM-Gürtel im Weltergewicht gewann er schließlich im November 2014.

## Erfolge
- Februar 1997; Interkontinentaler Meister der WBU durch Sieg gegen Lajos Nagy
- Mai 1997; Italienischer Meister durch Sieg gegen Francesco Cioffi, Titelverteidigungen gegen Antonio Strabello und Massimo Bertozzi
- Juni 2001; Europameister der EBU durch Sieg gegen Gabriel Mapouka, Titelverteidigungen gegen George Cramne und Allan Vester
- Januar 2004; WM-Herausforderer der WBC gegen Arturo Gatti, Punktniederlage
- März 2006; WM-Herausforderer der WBO gegen Miguel Cotto, TKO-Niederlage
- Mai 2008; Europameister der EBU durch Sieg gegen Colin Lynes, Titelverteidigung gegen Juho Tolppola
- November 2012; EU-Meister der EBU durch Sieg gegen Krzysztof Bienias, Titelverteidigung gegen Łukasz Maciec
- November 2014; Europameister der EBU durch Sieg gegen Rafał Jackiewicz